# Oleksandr Materuchin
Oleksandr Iwanowytsch Materuchin (ukrainisch Олександр Іванович Матерухін, belarussisch Аляксандр Іванавіч Мацярухін Aljaksandr Iwanawitsch Mazjaruchin, russisch Александр Иванович Матерухин Alexander Iwanowitsch Materuchin; * 17. Oktober 1981 in Kiew, Ukrainische SSR) ist ein ehemaliger belarussischer und ukrainischer Eishockeyspieler. Seit 2021 ist er Cheftrainer des HK Mahiljou.

## Karriere
Oleksandr Materuchin begann seine Karriere als Eishockeyspieler in der Nachwuchsabteilung des HK Sokol Kiew. Für dessen zweite Mannschaft lief er in der Saison 1998/99 in der East European Hockey League auf. Anschließend war der Flügelspieler mehrere Jahre lang in Nordamerika aktiv. Dort spielte er zunächst von 1999 bis 2001 für den Acadie-Bathurst Titan, der ihn beim CHL Import Draft 1999 in der ersten Runde als insgesamt 44. Spieler gezogen hatten, in der kanadischen Juniorenliga Québec Major Junior Hockey League, ehe er ein Jahr lang in der United States Hockey League für die Des Moines Buccaneers auf dem Eis stand. In den folgenden drei Jahren gelang es dem Rechtsschützen im professionellen Eishockey Fuß zu fassen. In der East Coast Hockey League stand er bei den Richmond Renegades, Louisiana IceGators und Pensacola Ice Pilots unter Vertrag. Zudem wurde er zwei Mal in der American Hockey League für die Houston Aeros eingesetzt.
Im Sommer 2005 kehrte Materuchin nach Europa zurück, wo er beim HK Chimwolokno Mahiljou aus der belarussischen Extraliga unterschrieb. 2006 wurde er mit 32 Treffern Torschützenkönig der belarussischen Liga. Nach zwei Spielzeiten schloss sich der Ukrainer dessen Ligarivalen HK Junost Minsk an, mit dem er 2009 und 2010 belarussischer Meister wurde, zudem konnte er 2008 und 2010 erneut die Torjägerkrone erringen. 2010 war er zudem bester Vorbereiter in der Liga und damit auch der Spieler mit den meisten Scorerpunkten. Außerdem wurde er in jenem Jahr auch als bester Stürmer des Continental Cups ausgezeichnet. Für die Saison 2010/11 wurde der Nationalspieler zunächst vom neu gegründeten KHL-Teilnehmer HK Budiwelnik Kiew aus seiner Heimatstadt verpflichtet. Nachdem dieser aufgrund von Verzögerungen bei der Stadionrenovierung den Spielbetrieb in der KHL nicht aufnehmen konnte, blieb er bei Junost Minsk und gewann mit der Mannschaft in der Saison 2010/11 auf europäischer Ebene den IIHF Continental Cup und wurde erneut auch belarussischer Meister.
Zur Saison 2011/12 kehrte er in seine ukrainische Heimat zurück, wo er einen Vertrag beim HK Donbass Donezk aus der Wysschaja Hockey-Liga erhielt. Ab 2012 spielte er mit dem Team aus dem ukrainischen Industrierevier in der Kontinentalen Hockey-Liga, wurde aber auch in der zweiten Mannschaft eingesetzt, mit der 2013 den ukrainischen Landesmeistertitel errang. Im selben Jahr gewann er mit Donbass auch den Continental Cup. Im Sommer 2013 verließ er Donezk wieder in Richtung Belarus und wechselte zunächst zum HK Njoman Hrodna. Seit Ende des Jahres 2013 spielt er für den HK Dinamo Minsk in der Kontinentalen Hockey-Liga. Mit der Mannschaft aus der belarussischen Hauptstadt verpasste er in seiner ersten Spielzeit dort zwar die Play-offs, erreichte aber im Nadeschda-Pokal das Finale, welches nach drei Niederlagen gegen den HK Awangard Omsk verloren ging. Er selbst wurde jedoch als bester Torschütze dieses Pokalwettbewerbs ausgezeichnet. In der Spielzeit 2014/15 spielte er neben seinen Einsätzen bei Dinamo Minsk auch für den HK Schachzjor Salihorsk in der belarussischen Extraliga und trug so dessen erstem nationalen Titel bei. Von 2015 bis 2017 war er wieder ausschließlich für Dinamo Minsk aktiv. Nachdem er den Jahreswechsel 2017 beim HK Dinamo Maladsetschna in der belarussischen Extraliga verbracht hatte, kehrte er 2018 zu Schachzjor Salihorsk zurück. Nach Stationen beim HK Jugra Chanty-Mansijsk, dem HK Mahiljou, dem HK Donbass Donezk, Dnipro Cherson und erneut in Mahiljou beendete er 2021 seine Karriere. Im Anschluss wurde er Cheftrainer des HK Mahiljou in der belarussischen Extraliga.

### International
Materuchin kam erstmals bei der Premiere der U18-Junioren-Weltmeisterschaft im Jahr 1999 für sein Heimatland zum Einsatz. Ein Jahr später spielte er bei der U20-Junioren-Weltmeisterschaft.
Für die A-Nationalmannschaft der Ukraine spielte der Stürmer zum ersten Mal bei der Weltmeisterschaft 2006. Einen weiteren Auftritt in der Top Division hatte er ein Jahr später als die Mannschaft in die Division I abstieg. Dort bestritt er bisher die Weltmeisterschaften der Jahre 2008, 2010, als er gemeinsam mit seinem Landsmann Kostjantyn Kasjantschuk bester Torschütze des Turniers war, 2011, als er als bester Stürmer und Topscorer ausgezeichnet wurde, 2012, als er mit seiner Mannschaft in die B-Gruppe der Division I absteigen musste, obwohl er selbst bester Vorlagengeber des Turniers war, 2013 und 2014, als er nach dem Wiederaufstieg im Vorjahr als bester Spieler seiner nun wieder in der A-Gruppe der Division I spielenden Mannschaft ausgezeichnet wurde. Ebenso lief er 2009 bei der zweiten Qualifikationsrunde für die Olympischen Winterspiele 2010 und 2012 bei der ersten Qualifikationsrunde für die Olympischen Winterspiele 2014 auf.
Seit dem Jahr 2018 ist Materuchin für die belarussische Nationalmannschaft spielberechtigt und nahm mit dieser an der Weltmeisterschaft 2018 in Dänemark teil.

## Erfolge und Auszeichnungen
- 1999 Ukrainischer Meister mit dem HK Sokol Kiew
- 1999 East-European-Hockey-League-Gewinn mit dem HK Sokol Kiew
- 2006 Torschützenkönig der belarussischen Extraliga
- 2008 Torschützenkönig der belarussischen Extraliga
- 2009 Belarussischer Meister mit dem HK Junost Minsk
- 2010 Bester Stürmer des IIHF Continental Cups
- 2010 Belarussischer Meister mit dem HK Junost Minsk
- 2010 Torschützenkönig, bester Vorbereiter und Topscorer der belarussischen Extraliga
- 2011 IIHF-Continental-Cup-Gewinn mit dem HK Junost Minsk
- 2011 belarussischer Meister mit dem HK Junost Minsk
- 2013 IIHF-Continental-Cup-Gewinn mit dem HK Donbass Donezk
- 2013 Ukrainischer Meister mit dem HK Donbass Donezk
- 2014 Bester Torschütze des Nadeschda-Pokals
- 2015 Belarussischer Meister mit dem HK Schachzjor Salihorsk

### International
- 2010 Bester Torschütze der Weltmeisterschaft der Division I, Gruppe B
- 2011 Bester Stürmer und Topscorer der Weltmeisterschaft der Division I, Gruppe B
- 2012 Bester Vorlagengeber der Weltmeisterschaft der Division I, Gruppe A
- 2013 Aufstieg in die Division I, Gruppe A; bei der Weltmeisterschaft der Division I, Gruppe B